# Royal (titre)
En Belgique, le titre de « royal » ou « royale » (koninklijk ou koninklijke en néerlandais, königlich(e) en allemand) est une faveur royale accordée par le Roi à des associations belges existant de manière ininterrompue depuis 50 ans. Outre l'âge de l'association, sa bonne gestion, sa vitalité, sa solidité et son but non mercantile sont également des critères pour l'accord du titre. 